# Sydlig halmlav
Sydlig halmlav (Lecanora confusa) är en lavart som beskrevs av Almb. Sydlig halmlav ingår i släktet Lecanora och familjen Lecanoraceae.  Arten är reproducerande i Sverige. Inga underarter finns listade i Catalogue of Life.